# Cuadrangular Internacional de Guayaquil 1980
El Cuadrangular Internacional de Guayaquil 1980 fue un torneo internacional amistoso jugado entre los días 3 de febrero y 10 de febrero en Guayaquil.
Según RSSSF fue la segunda edición de este torneo amistoso (la primera edición fue el Cuadrangular Internacional de Guayaquil 1966).

## Equipos
- Alianza Lima - Invitado.
- Barcelona - Invitado.
- Emelec - Campeón de 1979.
- Sporting Cristal - Campeón de 1979.

## Encuentros
| 1.ª fecha; 3 de febrero de 1980 | Emelec        | 1:1 (0:1) | Alianza Lima       | Estadio Modelo, Guayaquil              |                                        |
|                                 | Amendáriz 63' | Reporte   | Ravello 18' (pen.) | Asistencia: aprox. 45.000 espectadores | Asistencia: aprox. 45.000 espectadores |

| 1.ª fecha; 3 de febrero de 1980 | Barcelona                        | 2:2 (1:1) | Sporting Cristal                | Estadio Modelo, Guayaquil              |                                        |
|                                 | Chicota 39' · Ephanor 72' (pen.) | Reporte   | Mosquera 43' (pen.) · Uribe 51' | Asistencia: aprox. 45.000 espectadores | Asistencia: aprox. 45.000 espectadores |

| 2.ª fecha; 6 de febrero de 1980 | Barcelona                     | 3:1 (0:1) | Alianza Lima | Estadio Modelo, Guayaquil |  |
|                                 | Ephanor · Madruñero · Chicota | Reporte   | Huapaya 36'  |                           |  |

| 2.ª fecha; 6 de febrero de 1980 | Emelec       | 1:2 (1:2) | Sporting Cristal          | Estadio Modelo, Guayaquil |  |
|                                 | Amendáriz 5' | Reporte   | Chumpitaz 23' · Rojas 44' |                           |  |

| 3.ª fecha; 10 de febrero de 1980 | Sporting Cristal | 4:1 | Alianza Lima | Estadio Modelo, Guayaquil |  |
|                                  |                  |     | Ravello      |                           |  |

| 3.ª fecha; 10 de febrero de 1980 | Barcelona                     | 3:1 (2:1) | Emelec    | Estadio Modelo, Guayaquil |  |
|                                  | Madruñero · Ephanor · Chicota |           | Quinteros |                           |  |

## Tabla de posiciones
|  |    | Grupo A          |  | PJ | G | E | P | GF | GC | Dif | Pts |
|  | -- | ---------------- |  | -- | - | - | - | -- | -- | --- | --- |
|  | 1. | Sporting Cristal |  | 3  | 2 | 1 | 0 | 8  | 4  | +4  | 5   |
|  | 2. | Barcelona        |  | 3  | 2 | 1 | 0 | 8  | 4  | +4  | 5   |
|  | 3. | Emelec           |  | 3  | 0 | 1 | 2 | 3  | 6  | -3  | 1   |
|  | 4. | Alianza Lima     |  | 3  | 0 | 1 | 2 | 3  | 8  | -5  | 1   |

* Sporting Cristal obtuvo el título por su condición de visitante.
| Perú                     |
| Campeón Sporting Cristal |